# Рождённый американцем
Рождённый американцем — фильм американско-финского производства, снятый режиссёром Ренни Харлином по собственному сценарию. Соавтором сценария выступил Маркус Селин. Фильм рассказывает о том, что случилось после того, как трое молодых людей из США нелегально пересекли советскую границу.

## Сюжет
Действие происходит в 1980-е годы в приграничных районах Финляндии и СССР. Три американских студента, проводящих каникулы в Финляндии, забавы ради решили пересечь границу с СССР. Вскоре местные жители деревни Владимир начинают подозревать их в убийстве русской девочки и всячески подчёркивают свою враждебную настроенность. Американские парни оказывают им вооружённый отпор, убивая их с непринуждённой лёгкостью, однако в конце концов попадают в руки КГБ. Сидя в тюрьме, они пытаются найти способ вернуться на родину, и в итоге одному из них это всё же удаётся.

## В ролях
| Актёр           | Роль                       |
| --------------- | -------------------------- |
| Майк Норрис     | Савой Браун                |
| Стив Дарэм      | Митч                       |
| Дэвид Коберн    | К. С.                      |
| Альберт Салми   | Американский представитель |
| Талмус Расулала | Адмирал                    |
| Веса Вьерикко   | Капский                    |
| Исмо Каллио     | Зарков                     |
| Паули Виртанен  | Сергей                     |
| Пиита Вуосалми  | Надя Кулакова              |
| Лаура Хеймо     | Ирина                      |
| Антти Хорко     | Козак                      |
| Сари Хавас      | Девушка на вечеринке       |
| Матс Хэльге     | Священник (нет в титрах)   |

## Прокат и сборы
Фильм вышел в прокат 4 апреля 1986 года, сборы составили $3 388 020.